# Zbigniew Pryjmak
Zbigniew Pryjmak (ur. 22 grudnia 1955 w Szczecinie, zm. 26 maja 2020) – polski artysta fotograf. Członek rzeczywisty i Artysta Fotoklubu Rzeczypospolitej Polskiej (AFRP). Członek Szczecińskiego Towarzystwa Fotograficznego.

## Życiorys
Zbigniew Pryjmak w 1974 roku ukończył II Liceum Ogólnokształcące w Szczecinie. W 1977 roku został członkiem Fotograficznej Grupy Twórczej Kontur w Szczecinie, w którym pełnił funkcję członka Komisji Rewizyjnej. W 1983 roku został przyjęty w poczet członków Szczecińskiego Towarzystwa Fotograficznego. W 1986 roku został członkiem Fotoklubu „Zamek” w Szczecinie. W latach 1986–1991 pracował w Wojewódzkim Domu Kultury w Szczecinie jako instruktor do spraw fotografii.   
Był autorem i współautorem wielu wystaw fotograficznych; indywidualnych, zbiorowych, poplenerowych, pokonkursowych. Jego prace zaprezentowano w Almanachu (1995–2017), wydanym przez Fotoklub Rzeczypospolitej Polskiej Stowarzyszenie Twórców w 2017 roku.  
W dniu 6 marca 2010 roku Zbigniew Pryjmak został przyjęty w poczet członków Fotoklubu Rzeczypospolitej Polskiej Stowarzyszenia Twórców. Decyzją Komisji Kwalifikacji Zawodowych Fotoklubu RP, otrzymał dyplom potwierdzający kwalifikacje do wykonywania zawodu artysty fotografa, fotografika (legitymacja nr 270). 
Zmarł 26 maja 2020, pochowany 8 czerwca na cmentarzu Centralnym w Szczecinie.